# 17447 Heindl
17447 Heindl è un asteroide della fascia principale. Scoperto nel 1990, presenta un'orbita caratterizzata da un semiasse maggiore pari a 1,9406440 UA e da un'eccentricità di 0,1150367, inclinata di 24,80169° rispetto all'eclittica.